# Serhij Jefremow

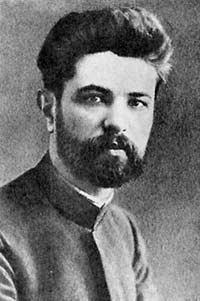
Serhij Jefremow

Serhij Oleksandrowytsch Jefremow (* 6. Oktoberjul. / 18. Oktober 1876greg. in Paltschyk, Gouvernement Kiew, Russisches Kaiserreich; † 10. März 1939 in Wladimir, Sowjetunion) war ein ukrainischer Politiker, Literaturkritiker, Literaturhistoriker und Journalist.

## Leben
Serhij Jefremow wurde im Dorf Paltschyk bei Katerynopil in der heutigen ukrainischen Oblast Tscherkassy in eine orthodoxe Priesterfamilie hineingeboren. Er studierte zwischen 1891 und 1896 am Kiewer Theologischen Seminar und graduierte später an der Juristischen Fakultät der Kiewer Universität.
Jefremow war seit 1919 Mitglied der Ukrainischen Akademie Wissenschaften und zwischen 1923 und 1928 deren Vizepräsident.

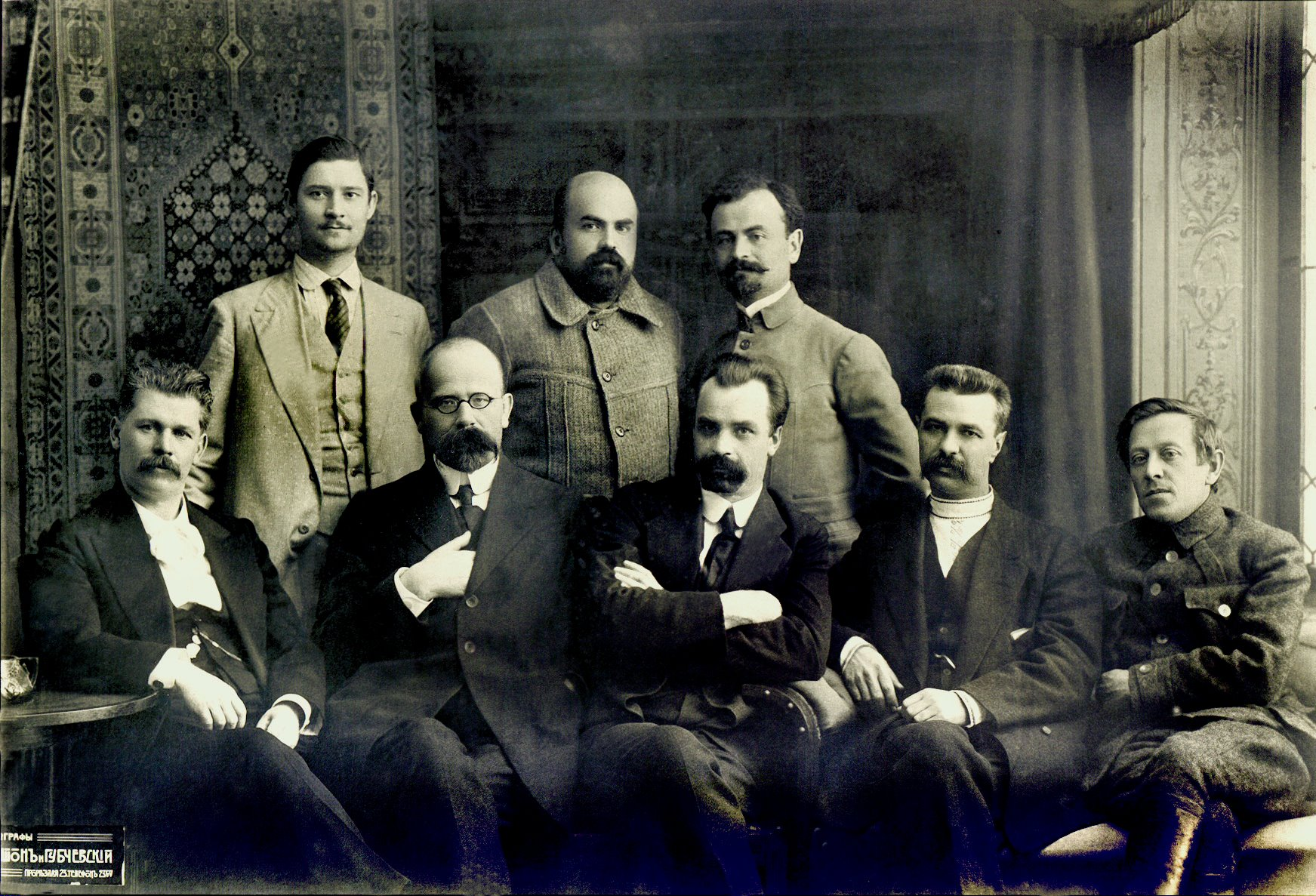
Die Mitglieder des Generalsekretariats im Juli 1917. (von links nach rechts) Stehend: Pawlo Chrystjuk, Mykola Stasjuk, Borys Martos. Sitzend: Iwan Steschenko, Chrystofor Baranowskyj, Wolodymyr Wynnytschenko, Serhij Jefremow, Symon Petljura.

In der vorrevolutionären Zeit wurde er als politisch aktiver Ukrainer und aufgrund seiner scharfen journalistischen Kommentare zur Verteidigung der nationalen ukrainischen Kultur sowie zu politischen Freiheiten wiederholt von den russischen Behörden verhaftet. Im März 1917 wurde er Abgeordneter der Zentralna Rada und im April 1917 wurde er zum stellvertretenden Vorsitzenden der Rada gewählt und Mitglied des Kleinen Rates der Ukrainischen Volksrepublik.
Dort war er Generalsekretär für internationale Angelegenheiten und Mitglied der ukrainischen Verhandlungsdelegation mit der provisorischen Regierung Russlands.
1929 wurde er in einem sowjetischen Schauprozess gegen eine sogenannte Union für die Befreiung der Ukraine (SVU) als Hauptangeklagter zum Tode verurteilt. Das Urteil wurde anschließend in eine 10-jährige Haft umgewandelt, von denen er sieben Jahre im Gefängnis von Jaroslawl zubrachte und anschließend ins Gefängnis von Wladimir kam, wo er einige Monate vor dem Haftende verstarb.